# آنتلوپ (اورگن)
آنتلوپ (به انگلیسی: Antelope) شهری در شهرستان وسکو ایالت اورگن است و در سرشماری سال ۲۰۱۱ میلادی، ۴۶ نفر جمعیت داشته که نسبت به سال ۲۰۱۰، −۲٫۱۷ درصد رشد جمعیت داشته‌است.

## موقعیت جغرافیایی
موقعیت جغرافیایی شهرها و مناطق اطراف به شرح زیر است: